# Michael Boatman
Michael Patrick Boatman (nacido el 25 de octubre de 1964) es un actor y escritor estadounidense. Es conocido por sus papeles como ayudante de alcalde de la ciudad de Nueva York Carter Heywood en la comedia de ABC Spin City, como Especialista del Ejército de los EE. UU. Samuel Beckett en la serie de drama ABC China Beach, como el soldado aerotransportado número 101 Motown en la película Hamburger Hill de la guerra de Vietnam, y como agente deportivo Stanley Babson en la comedia de HBO Arli$.

## Primeros años
Boatman nació en Colorado Springs, Colorado, hijo de Gwendolyn Boatman Pugh, una supervisora de trabajo para discapacitados, y Daniel Boatman, un oficial del ejército. Se crio en Chicago. Boatman es graduado de la Universidad de Western Illinois y recibió su "Alumni Achievement Award" en 1997.
Boatman estudió actuación en la Universidad de Western Illinois, donde desempeñó una variedad de papeles incluyendo Oberon en A Midsummer Night's Dream, y Purlie en Purlie Victorious. Fue miembro de la compañía de comedia estudiantil Shock Treatment, que actuó en bares y clubes nocturnos locales. Durante su último año de carrera, Boatman ganó el prestigioso premio de teatro Irene Ryan al mejor actor secundario durante la competencia final en el Kennedy Center.

## Carrera de actor
En 1986, Boatman se mudó a Chicago, donde estudió interpretación con Jane Brody, una popular profesora de interpretación y directora de casting. Más tarde ese mismo año, audicionó y ganó el papel de "Motown" en el aclamado drama de acción de Vietnam, Hamburger Hill. Ese mismo año apareció en Running on Empty con River Phoenix, y The Trial of Bernard Goetz para la serie PBS American Playhouse. En 1988, audicionó para el episodio piloto del drama televisivo de la era de Vietnam, China Beach. A continuación, interpretó a Samuel Beckett, el funerario de la funeraria de China Beach, durante las tres temporadas siguientes. Más tarde fue coprotagonista en The Jackie Thomas Show con Tom Arnold, y en la breve serie de WB Muscle. En 1996, consiguió un papel en la comedia de ABC, Spin City, interpretando a "Carter", el irascible y abiertamente gay enlace de asuntos de minorías. Por su trabajo en Spin City fue nominado para cinco premios NAACP Image Awards como mejor actor secundario en una comedia. También ganó el premio GLAAD (Gay and Lesbian Association Against Defamation) al Mejor Actor.
Al mismo tiempo que estaba en Spin City, Boatman desempeñó el papel de "Stanley Babson", el director financiero de la serie original de HBO, Arliss, y actuó en ambas series simultáneamente hasta que fueron canceladas en 2002. Por su trabajo en Arliss Boatman fue nominado a cuatro Image Awards, también por Mejor Actor de Reparto. Fue el protagonista del aclamado drama de Charles Burnett, The Glass Shield. Más tarde, apareció en los largometrajes The Peacemaker, con George Clooney y Nicole Kidman, y Woman Thou Art Loosed, y en varias películas hechas para la televisión. Michael Boatman también narró en las narrativas de esclavos de la WPA en la película de HBO Unchained Memories, en 2003.
En 2007, Boatman coprotagonizó los largometrajes The Killing of Wendy (2008), American Summer y My Father's Will. Ha tenido muchas apariciones como invitado, incluyendo cinco episodios de Law & Order: Special Victims Unit, Less than Perfect, Yes, Dear, Scrubs, CSI: Miami, Hannah Montana y Grey's Anatomy. Boatman fue invitado al misterioso y dramático Almacén 13, en julio de 2009.
En 2009, se unió al elenco de la serie de comedia Lifetime Sherri, protagonizada por Sherri Shepherd. La serie se basa en las experiencias de vida de Shepherd como madre soltera divorciada, actriz y comediante. Boatman interpreta al 'Doctor Randy Gregg', el pediatra del hijo de Sherri y el interés amoroso de Sherri.
Más recientemente ha aparecido como el abogado Julius Cain en The Good Wife. En 2011, Boatman fue invitado como Russell Thorpe en Gossip Girl, junto con Tika Sumpter, que interpretó a su hija Raina. En 2012, Boatman se convirtió en un personaje recurrente en la serie original de FX Anger Management, reuniéndose con su antiguo compañero de Spin City Charlie Sheen como su vecino de al lado Michael. A partir de finales de septiembre de 2013, comenzó a coprotagonizar la nueva serie de Nick at Nite Instant Mom, junto a Tia Mowry-Hardrict. En 2016 Boatman recurrió en el drama de CBS All Access The Good Fight, retomando el papel del abogado Julius Cain, el personaje que interpretó en The Good Wife. Fue ascendido a regular de serie en la segunda temporada.

## Escritura
Boatman es también guionista y novelista. A veces escribe en el género de terror splatterpunk. El Splatterpunk es un género divisivo que ofende tanto como entretiene. Joe Lansdale elogió su primera colección con "Michael Boatman escribe como un visitante del infierno. Alguien con licencia de corta duración por mal comportamiento. Me encantan estas cosas. Es uno de los nuevos, y más que prometedores, escritores que dejan su huella, y es una marca oscura y maravillosa".
Muchas antologías de autores múltiples presentan al menos uno de sus cuentos. Incluyen Sick Things: An Anthology of Extreme Creature Horror, Until Someone Loses an Eye, Sages and Swords, Badass Horror and Christmas in Hell. Ha sido publicado en Weird Tales, Horror Garage y Red Scream. Presentó Cyber-Pulp Halloween 3.0 que fue publicado por Cyber-pulp Books. Su Born Again de Eulogies II: Tales From the Cellar recibió una mención honorífica de Ellen Datlow en The Best Horror of the Year: Volume Six. Su primera colección de cuentos, God Laughs When You Die, fue publicada por Dybbuk Press el 23 de octubre de 2007. Su novela de terror humorística, The Revenant Road, fue publicada por Drollerie Press en 2009.[cita requerida]

## Filmografía

### Películas
| Año  | Título                   | Rol                      | Notas                                   |
| ---- | ------------------------ | ------------------------ | --------------------------------------- |
| 1987 | Hamburger Hill           | Soldado Ray Motown       | Acreditado como Michael Patrick Boatmam |
| 1988 | Running on Empty         | Spaulding                |                                         |
| 1992 | Unbecoming Age           | Robert                   |                                         |
| 1994 | The Glass Shield         | El ayudante J.J. Johnson |                                         |
| 1995 | Muscle                   | Garnet Hines             |                                         |
| 1997 | The Peacemaker           | Teniente Beach           |                                         |
| 1998 | Walking to the Waterline | Marshall the Mover       |                                         |
| 2004 | Woman Thou Art Loosed    | Todd                     |                                         |
| 2006 | Kalamazoo?               | Especial Angel Albert    |                                         |
| 2007 | And Then Came Love       | Ted                      |                                         |
| 2009 | A Secret Promise         | Lorence                  |                                         |
| 2009 | The Killing of Wendy     | Detective Blake          |                                         |
| 2010 | Three Chris's            | Walter Wayne             |                                         |
| 2011 | Queen of Media           | Robert                   |                                         |
| 2011 | The Doctor               | Dr. Robert Brody         |                                         |
| 2011 | The Pool Boys            | Donovan Tucker           |                                         |
| 2012 | Bad Parents              | Gary                     |                                         |
| 2012 | Hornet's Nest            | Richard Panessa          |                                         |

### Series de televisión
| Año           | Título                             | Rol                    | Notas                                             |
| ------------- | ---------------------------------- | ---------------------- | ------------------------------------------------- |
| 1988–1991     | China Beach                        | Soldado Samuel Beckett | 46 episodios                                      |
| 1992          | Quantum Leap                       | Sargento Billy Johnson | Episodio: "Nowhere to Run"                        |
| 1992–1993     | The Jackie Thomas Show             | Grant Watson           | 18 episodios                                      |
| 1995          | Living Single                      | Brent Washington       | Episodio: "Let It Snow, Let It Snow, Let It Snow" |
| 1995          | The Larry Sanders Show             | Greg                   | Episodio: "I Was a Teenage Lesbian"               |
| 1996–2002     | Spin City                          | Carter Haywood         | 145 episodios                                     |
| 1996–2002     | Arli$                              | Stanley Babson         | 32 episodios                                      |
| 2003–2007     | Law & Order                        | Dave Seaver            | 2 episodios                                       |
| 2003–2011     | Law & Order: Special Victims Unit  | Dave Seaver            | 7 episodios                                       |
| 2003          | Less Than Perfect                  | Ted Elliot             | 2 episodios                                       |
| 2004          | CSI: Miami                         | Wes Gallagher          | Episodio: "Not Landing"                           |
| 2004          | Yes, Dear                          | Adam                   | Episodio: "Couples Therapy"                       |
| 2005          | Scrubs                             | Ron Laver              | Episodio: "My Roommates"                          |
| 2006          | Huff                               | Art                    | Episodio: "Maps Don't Talk"                       |
| 2007          | Grey's Anatomy                     | Doug Kendry            | Episodio: "My Favorite Mistake"                   |
| 2008          | Hannah Montana                     | Randall Harrison       | Episodio: "Hannah in the Streets with Diamonds"   |
| 2009          | Sherri                             | Dr. Randolph Gregg     | 8 episodios                                       |
| 2009          | Warehouse 13                       | Profesor Ed Marzotto   | Episodio: "Pilot"                                 |
| 2009          | The Game                           | Chauncey               | 3 episodios                                       |
| 2009          | Criminal Minds                     | William Harris         | Episodio: "Soul Mates"                            |
| 2009–2015     | The Good Wife                      | Julius Cain            | 18 episodios                                      |
| 2010          | Philadelphia: The Great Experiment | Narrador               | 5 episodios                                       |
| 2010          | White Collar                       | Russel Smith           | Episodio: "Copycat Caffrey"                       |
| 2011          | Gossip Girl                        | Russell Thorpe         | 8 episodios                                       |
| 2012–2014     | Anger Management                   | Michael                | 34 episodios                                      |
| 2013–2015     | Instant Mom                        | Charlie Phillips       | 65 episodios                                      |
| 2016–2017     | Madam Secretary                    | Keith Doherty          | 6 episodios                                       |
| 2017–presente | The Good Fight                     | Julius Cain            | 40 episodios                                      |

### Películas para televisión
| Año  | Título                          | Rol                 | Notas |
| ---- | ------------------------------- | ------------------- | ----- |
| 1990 | Donor                           | Arnold              |       |
| 1991 | Fourth Story                    | Sargento Teal       |       |
| 1992 | In the Line of Duty: Street War | Robert Dayton       |       |
| 1993 | House of Secrets                | Sargento Joe DuBois |       |
| 2004 | Educating Lewis                 | Joe                 |       |
| 2005 | Once Upon a Mattress            | El bufón            |       |
| 2005 | Play Dates                      | Stewart             |       |
| 2007 | Frangela                        | Adam                |       |
| 2007 | Traveling in Packs              | Bob                 |       |
| 2012 | The Smart One                   | Tom Holiday         |       |